# Tchor Minor
Le Tchor Minor (du persan : « quatre minarets » چار منار ), ou médersa de Khalif Niazkhoul, est un édifice du centre historique de Boukhara en Ouzbékistan qui a été construit en 1807 sur les fonds d'un riche marchand turcoman, Khalif Khoudoïd. 

## Architecture
La médersa (ou madrassa) est construite au départ autour d'une cour, dont deux côtés sont réservés aux cellules (cinquante-neuf à l'époque) des étudiants en science coranique, avec un bassin (haouz) et un iwan servant de portail d'entrée à la mosquée de la médersa. Celle-ci était dirigée par le cheikh soufi Khalif Niazkhoul. Il ne reste plus aujourd'hui que quelques cellules. Le pavillon d'entrée qui subsiste de la médersa fait toute la particularité de l'ensemble, car il est surmonté de tours aux quatre angles dont chacune est couronnée d'une coupole turquoise et symbolise une ville : La Mecque, Ourguentch, Termez et Denaou. Leur forme rappelle, bien qu'elles n'en aient pas la fonction, celle d'un minaret, d'où le nom qui a été donné à l'édifice. Elles entourent une coupole au milieu. Chaque tour est décorée de façon différente. Le rez-de-chaussée comprend un vestibule, tandis que le premier étage et les tours accueillaient les anciennes parties domestiques et la bibliothèque commune. Aujourd'hui, une boutique de souvenirs se trouve au rez-de-chaussée.

## Illustrations

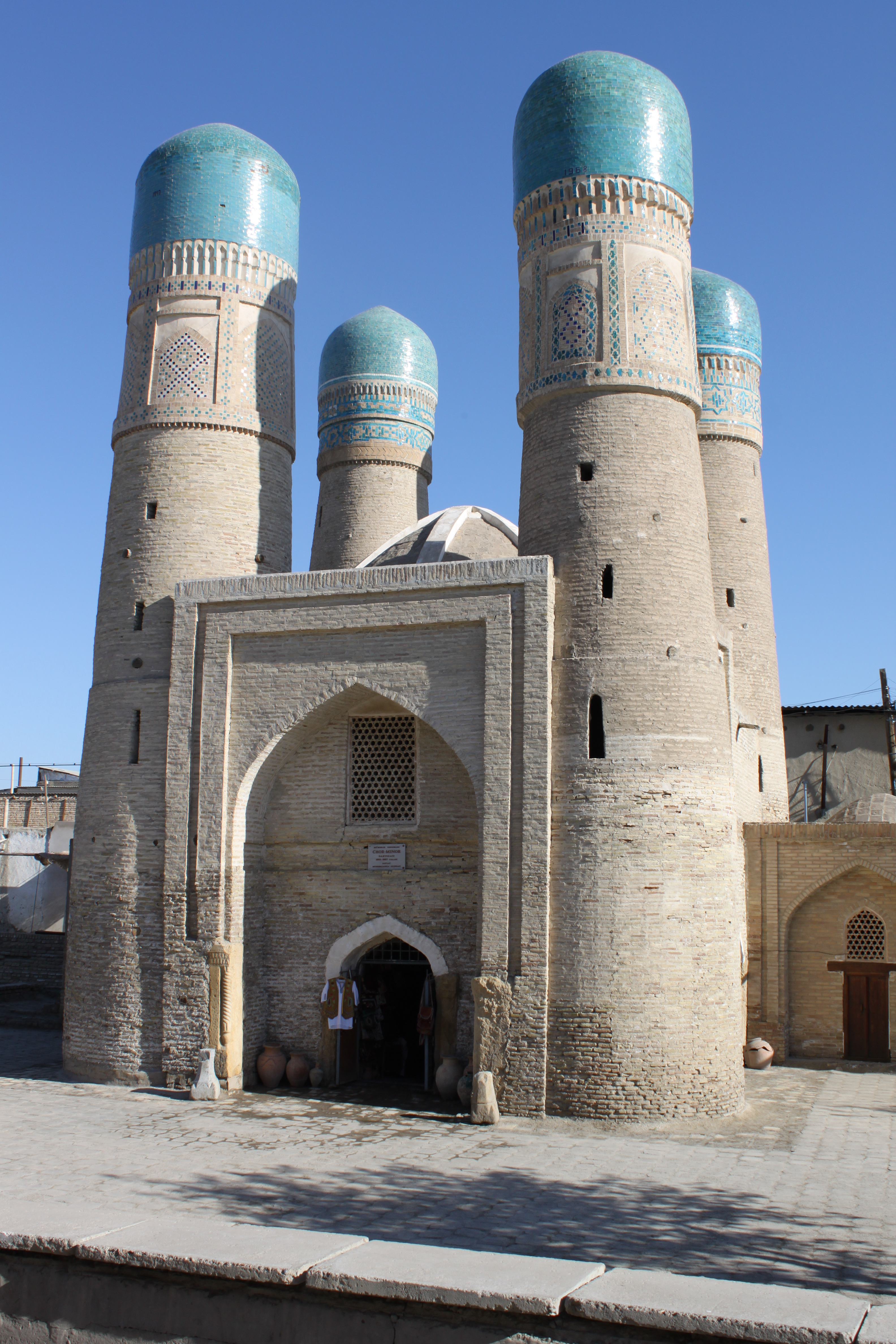
Entrée avec son iwan
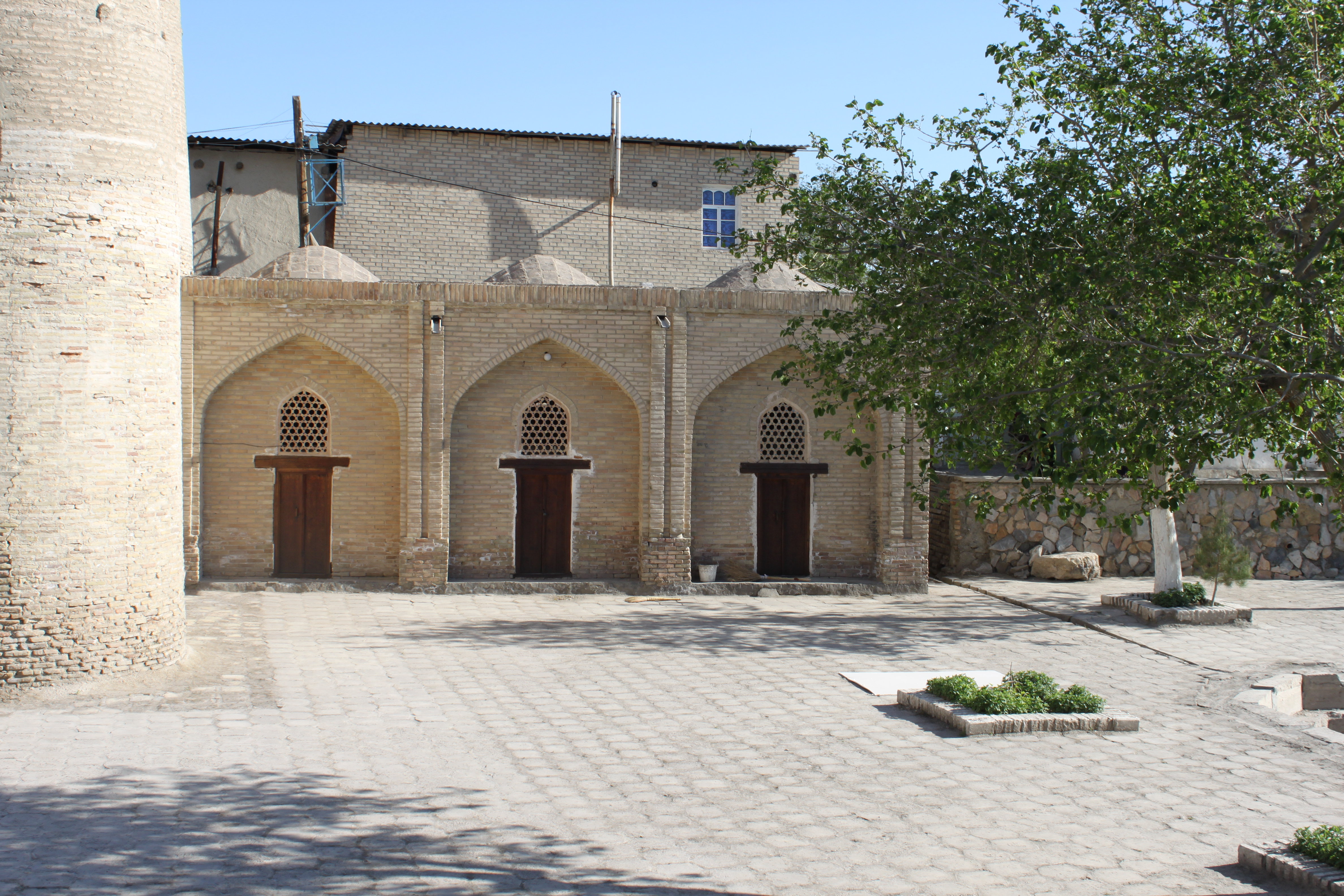
Vue de trois cellules subsistantes
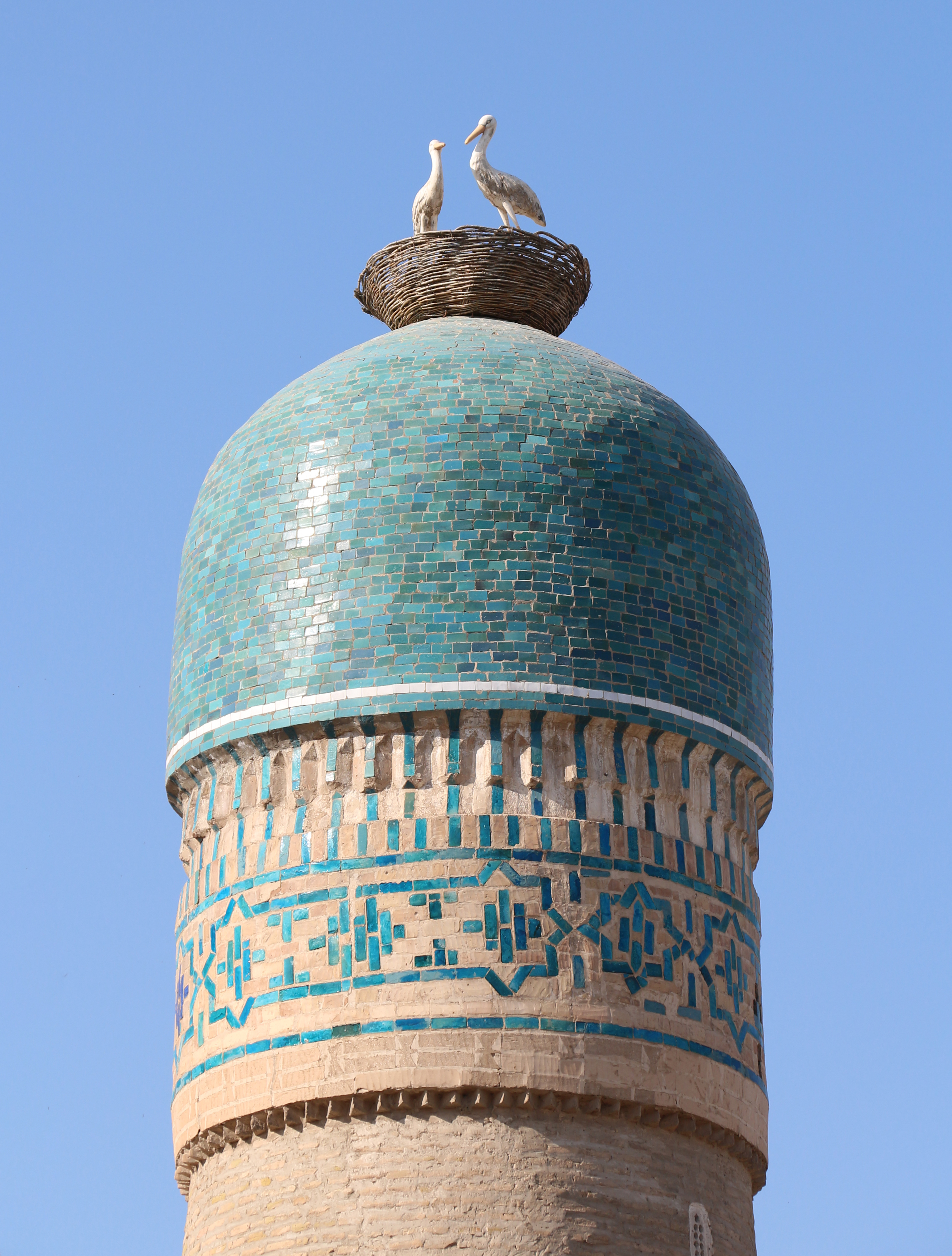
Détail d'un minaret
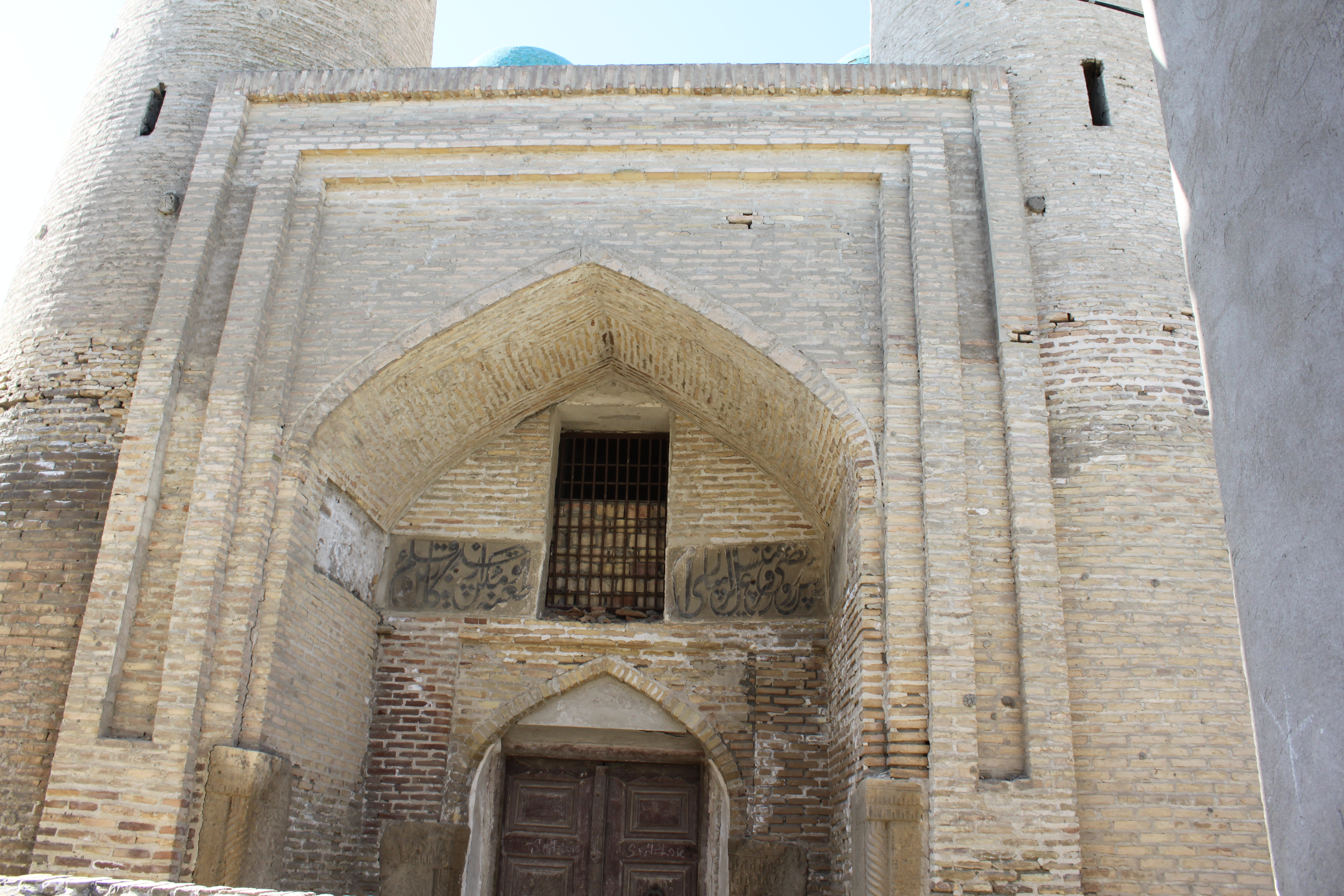
Détail de l'entrée à l'arrière